# هاردتاک
گفتگوی صریح (به انگلیسی: HARDtalk) که به آن هاردتاک نیز گفته می‌شود، یکی از برنامه‌های اصلی تلویزیونی بی‌بی‌سی است که از یک مصاحبهٔ مشروح نیم ساعته و رو در رو تشکیل شده‌است.
این برنامه چهار روز در هفته (از دوشنبه تا پنج‌شنبه) در کانال‌های اخبار جهانی بی‌بی‌سی و اخبار بی‌بی‌سی پخش می‌شود. از آغاز آن در ۳۱ مارس ۱۹۹۷ بیشتر شهرتش از پخش جهانی بی‌بی‌سی حاصل شده. تا سال ۲۰۰۶ مجری آن تیم سباستین بود. نحوهٔ سؤال کردن مشهور و بحث‌برانگیز وی مخاطبان بسیاری را جذب می‌کرد. از سال ۲۰۰۶، استیون ساکر مجری برنامه شده که پیش از این خبرنگار بی‌بی‌سی در واشینگتن دی سی، بروکسل و خاورمیانه نیز بوده‌است. در سابقهٔ وی مصاحبهٔ بی‌رحمانه‌ای با جرج بوش و بیل کلینتون رئیس‌جمهورهای سابق آمریکا وجود دارد.